# آوادون: قلعه سیاه
آوادون: قلعهٔ سیاه (انگلیسی: Avadon: The Black Fortress) یک بازی ویدئویی نقش‌آفرینی تک‌نفره برای سکوهای ویندوز، اواس ده، لینوکس، اندروید، آی‌اواس و ابری (آن‌لایو) می‌باشد که توسط اسپایدروب سافت‌ویر توسعه و نشر پیدا کرده است.
این بازی اولین بار در ۲۸ فوریه ۲۰۱۱ در آمریکای شمالی و به صورت توزیع دیجیتال منتشر شد.